# Erik Fuglestad
Erik Fuglestad (Stavanger, 13 agosto 1974) è un allenatore di calcio ed ex calciatore norvegese, di ruolo difensore, tecnico del Randaberg.

## Carriera

### Giocatore

#### Club
Fuglestad, soprannominato Fuglis, cominciò la carriera con la maglia del Viking, proveniente dalle giovanili del Randaberg. Debuttò in squadra in un'amichevole del 1993, mentre l'esordio nella Tippeligaen fu datato 16 ottobre 1994, quando sostituì Øyvind Mellemstrand nel successo per 3-2 sul Brann. La stagione successiva fu quella della sua affermazione, giocando 25 dei 26 incontri disputati dal Viking e segnando 2 reti, entrambe ai danni dello Start. Precisamente, il primo gol nella massima divisione norvegese arrivò il 2 luglio 1995, contribuendo così al successo per 2-0 della sua squadra.
Rimase come prima scelta per il ruolo di terzino sinistro per altre due stagioni, prima che Mike Walker non lo ingaggiasse a parametro zero per il suo Norwich City. Totalizzò 80 apparizioni e 2 reti per i Canaries, prima che il suo contratto fosse cancellato. Fuglestad tornò allora al Viking.
Al suo rientro in patria, fu schierato da centrocampista, sia sulla fascia sinistra che al centro, e questa fu la sua posizione fino al termine della carriera. La sua miglior stagione coincise con il campionato 2001, quando giocò tutte le 26 partite disputate dal Viking e segnò 9 reti, la maggior parte delle quali con tiri dalla lunga distanza. Contribuì anche alla vittoria della Coppa di Norvegia 2001, sebbene dovette saltare la finale del torneo per un infortunio. Questo fu l'unico trofeo vinto da Fuglestad in carriera.
Fu titolare per tutta la stagione seguente, ma rimase fuori nel 2003 per via di un lungo infortunio. Tornò nel 2004 e giocò 15 partite, finché una malattia ai reni non lo costrinse a ritirarsi. Rimase però al Viking con un ruolo amministrativo. Nel 2007 provò a tornare a giocare a calcio, con il Randaberg, ma la malattia glielo impedì. Il 7 agosto dello stesso anno annunciò così il suo ritiro definitivo, sebbene fosse inattivo già dal 2004.

#### Nazionale
Fuglestad giocò una partita per la Norvegia under 21. La sfida in questione fu giocata il 10 ottobre 1995, quando subentrò a Claus Lundekvam nel pareggio per 2-2 contro l'Inghilterra under 21.

### Allenatore
Il 24 ottobre 2011 fu nominato nuovo allenatore del Randaberg.

## Palmarès

### Giocatore

#### Club

##### Competizioni nazionali
- Coppa di Norvegia: 1

Viking: 2001